# Дуби-велетні (Знам'янська міська рада)
Дуби-велетні — ботанічна пам'ятка природи місцевого значення в Україні. Розташована в межах міста Знам'янка Кіровоградської області, при вулиці М. Грушевського (Центральний парк відпочинку).
Площа — 6,6 га. Статус присвоєно згідно з рішенням Кіровоградського облвиконкому № 233 від 09.06.1971 року. Перебуває у віданні: Знам'янська міська рада.
Статус присвоєно для збереження кількох десятків вікових дубів. Орієнтовний вік дерев — 300—400 років.

## Галерея

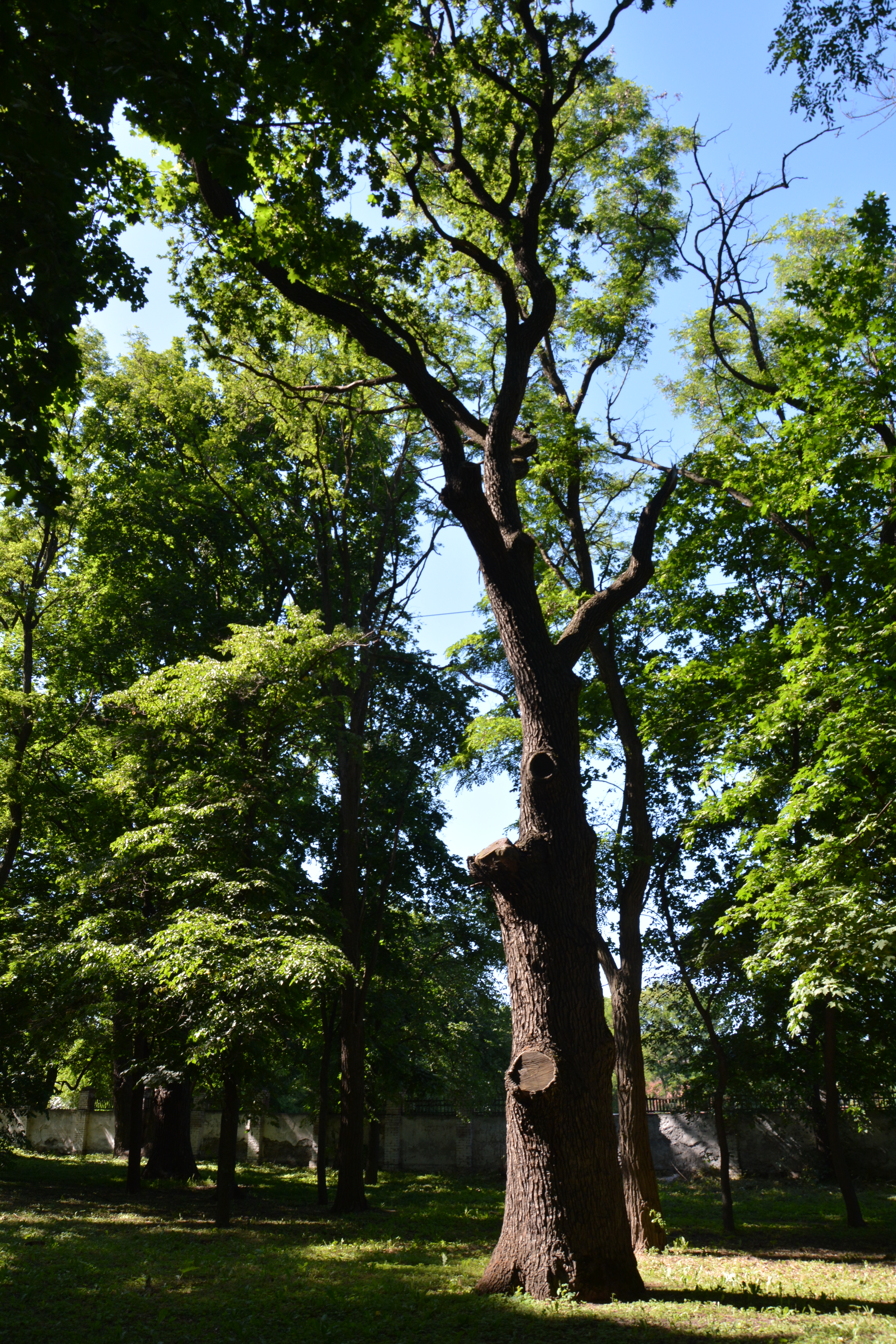
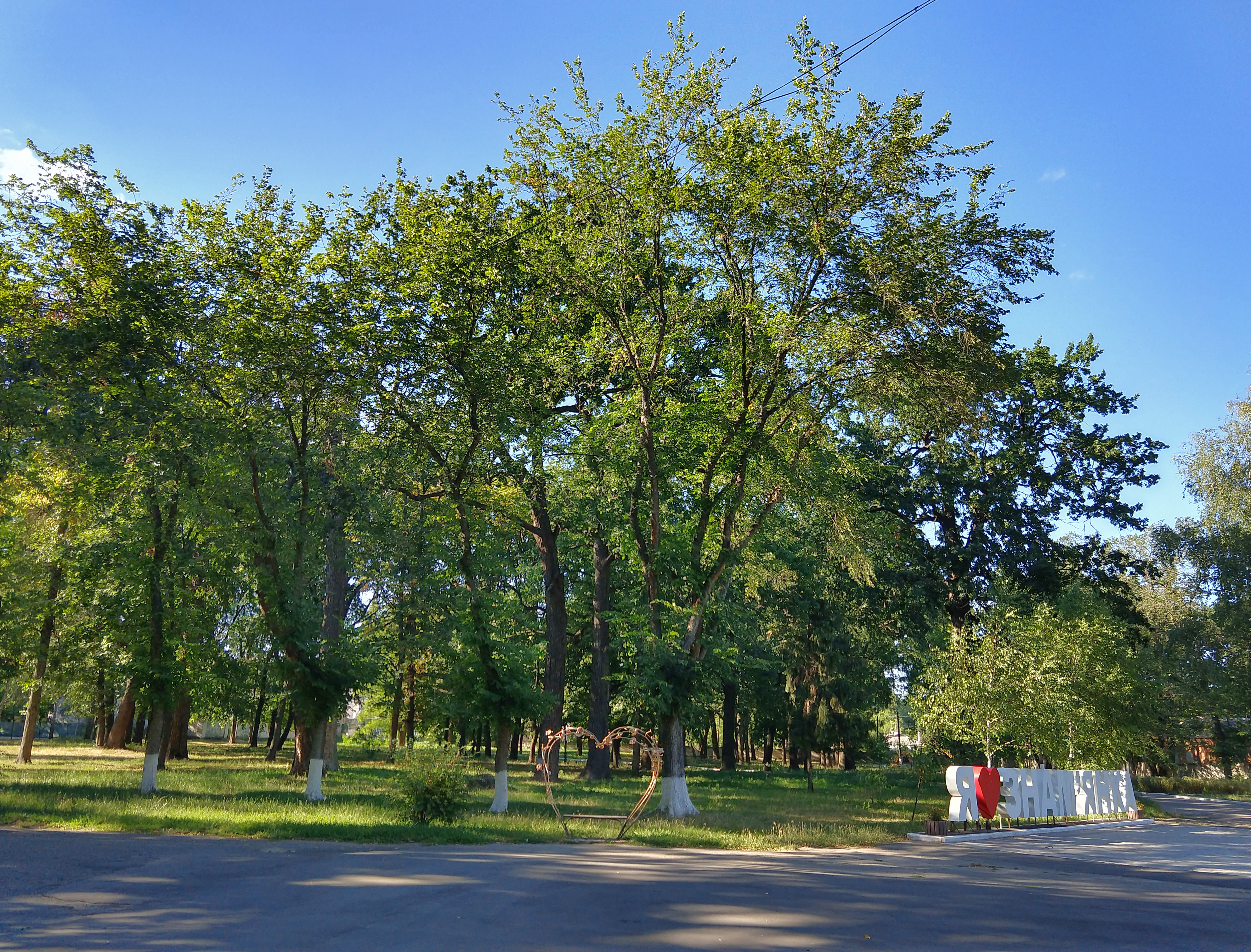
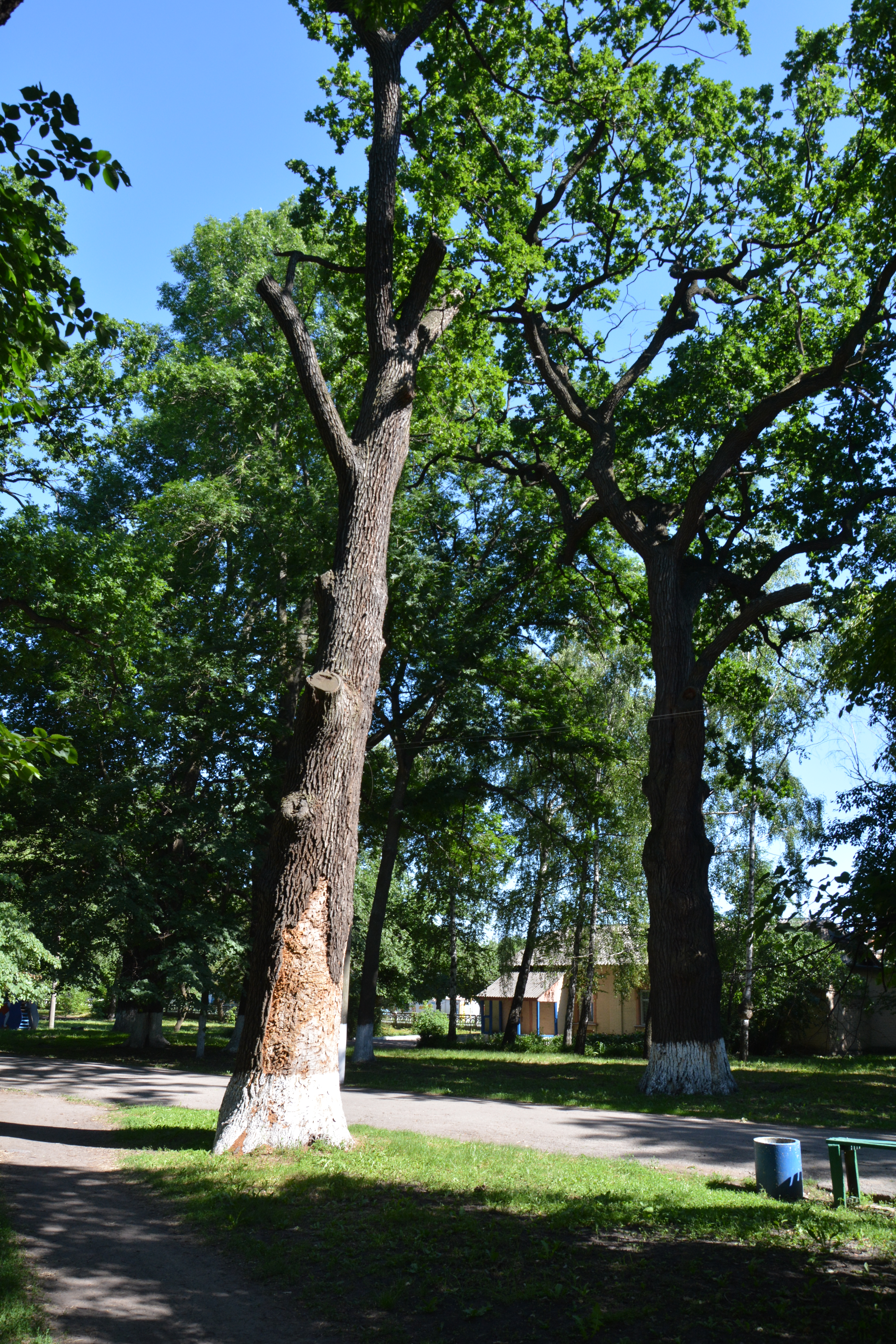